# Хвостанска епархија
Хвостанска епархија је древна епархија Српске православне цркве, која је постојала у периоду од почетка 13. до краја 17. века. Обухватала је Хвосно (северни део Метохије). Основана је 1219. године од стране Светог Саве, првог српског архиепископа. Све до тада, хвостанска област потпадала је под Призренску епархију. Седиште хвостанских епископа било је у манастиру Богородице Хвостанске (Мала Студеница) североисточно од Пећи, у области званој Подгора. Након проглашења Српске патријаршије (1346), хвостански епископи су добили и почасни наслов митрополита.
Након коначног турског освајања хвостанске области 1455. године, епархијско подручје је укључено у састав Призренског санџака, од чијег је северног дела касније образован Пећки санџак, који је обухватао и Хвосно. Опстанак епархијског катедралног манастира Богородице Хвостанске посведочен је османским пописом из 1485. године. Након обнављања Српске патријаршије (1557) у њеном саставу се налазила и Хвостанска епархија, која је тешко пострадала крајем 17. века у време Велике сеобе Срба (1690) под патријархом Арсенијем III, а њено подручје је након тога прикључено средишњој (патријаршијској) епархији са седиштем у Пећком манастиру.
У спомен на историјску Хвостанску епархију, Српска православна црква је у 20. веку обновила њен помен у виду именовања титуларних епископа хвостанских, који се постављају на службу викарних епископа.